# Ascogaster rugosa
Ascogaster rugosa är en stekelart som beskrevs av David Timmins Fullaway 1919. 
Ascogaster rugosa ingår i släktet Ascogaster och familjen bracksteklar. Inga underarter finns listade.